# Oreobates quixensis
Oreobates quixensis is een kikker uit de familie Strabomantidae en werd voor het eerst wetenschappelijk beschreven door Jiménez de la Espada in 1872. De soort komt voor in Bolivia, Peru, Brazilië, Colombia en Ecuador.